# Xcalak
Xcalak är en ort i Mexiko.   Den ligger i kommunen Othón P. Blanco och delstaten Quintana Roo, i den östra delen av landet, 1 200 km öster om huvudstaden Mexico City. Xcalak ligger 1 meter över havet och antalet invånare är 375.
Terrängen runt Xcalak är mycket platt. Havet är nära Xcalak åt sydost.  Det finns inga andra samhällen i närheten. 